# Ignacio de la Llave
Ignacio de la Llave (født 26. august 1818 i Orizaba, Veracruz, død 1863) var general og guvernør i den mexikanske delstat Veracruz fra 1857 til 1860. Han deltog i den Mexicansk-amerikanske krig, i revolutionen mod Santa Anna i 1851, i Guerra de Tres Años (Treårskrigen) mod de konservative og på den nationalistiske side mod Maximilian 1. af Mexico. Han døde som følge af krigsskader i 1863.
|  | Artiklen om Ignacio de la Llave kan blive bedre, hvis der indsættes et (bedre) billede Du kan hjælpe ved at afsøge Wikimedia Commons for et passende billede eller uploade et godt billede til Wikimedia Commons iht. de tilladte licenser og indsætte det i artiklen. |